# 도요쓰촌 (지바현)
도요쓰촌(豊津村)은 지바현 아와군에 존재했던 촌이다. 현재의 다테야마시 중부에 해당한다.

## 지리
현재 다테야마시는 시 지역을 10개의 지구로 나누고 있으며 그 중 하나인 '다테야마 지구'의 서쪽이 구 도요쓰촌 지역에 해당한다.

## 역사
늪이라는 지명은 늪지대가 넓게 펼쳐져 있었던 데서 유래했다고 한다. 늪지구의 내륙 구릉부에는 다이지야마 동굴 유적 등 조몬시대부터 고분시대까지의 유적이 있다.
또한 1923년에는 간토대지진으로 늪에서 오가까지의 해안이 융기했다. 이 융기를 이용하여 매립이 이루어졌고, 해군 다테야마 비행장이 세워졌다(현재는 해상자위대 다테야마 항공기지가 있다). 이 매립지에는 제2차 세계대전 후 후지미(富士見)라는 지명이 붙여졌다.
- 1889년 4월 1일 - 정촌제 시행에 의해 야와군 도요쓰촌이 성립하였다.
- 1914년 4월 1일 - 다테야마정과 합병해, 새로운 다테야마정이 성립하여, 동일 도요쓰촌은 폐지되었다.

## 경제
도요쓰촌 지역에서는 어업과 농업이 전통적인 생업이었다.

## 참고문헌
- 千葉県安房郡教育会（編）『千葉県安房郡誌』千葉県安房郡教育会、1926年。2019年2月9日閲覧。